# Josh Giddey
Joshua "Josh" James Giddey (Melbourne, 10 de outubro de 2002) é um jogador australiano de basquete profissional que atualmente joga no Chicago Bulls da National Basketball Association (NBA).
Após jogar profissionalmente pelo Adelaide 36ers da NBL, ele foi selecionado pelo Oklahoma City Thunder como a 6º escolha geral no draft da NBA de 2021.
No dia 2 de janeiro de 2022, ele se tornou o jogador mais jovem da história a anotar um triplo-duplo na NBA com 17 pontos, 14 assistências e 13 rebotes. Com apenas 19 anos e 84 dias, o jogador superou a marca de LaMelo Ball que tinha 19 anos e 140 dias.

## Início da vida e carreira

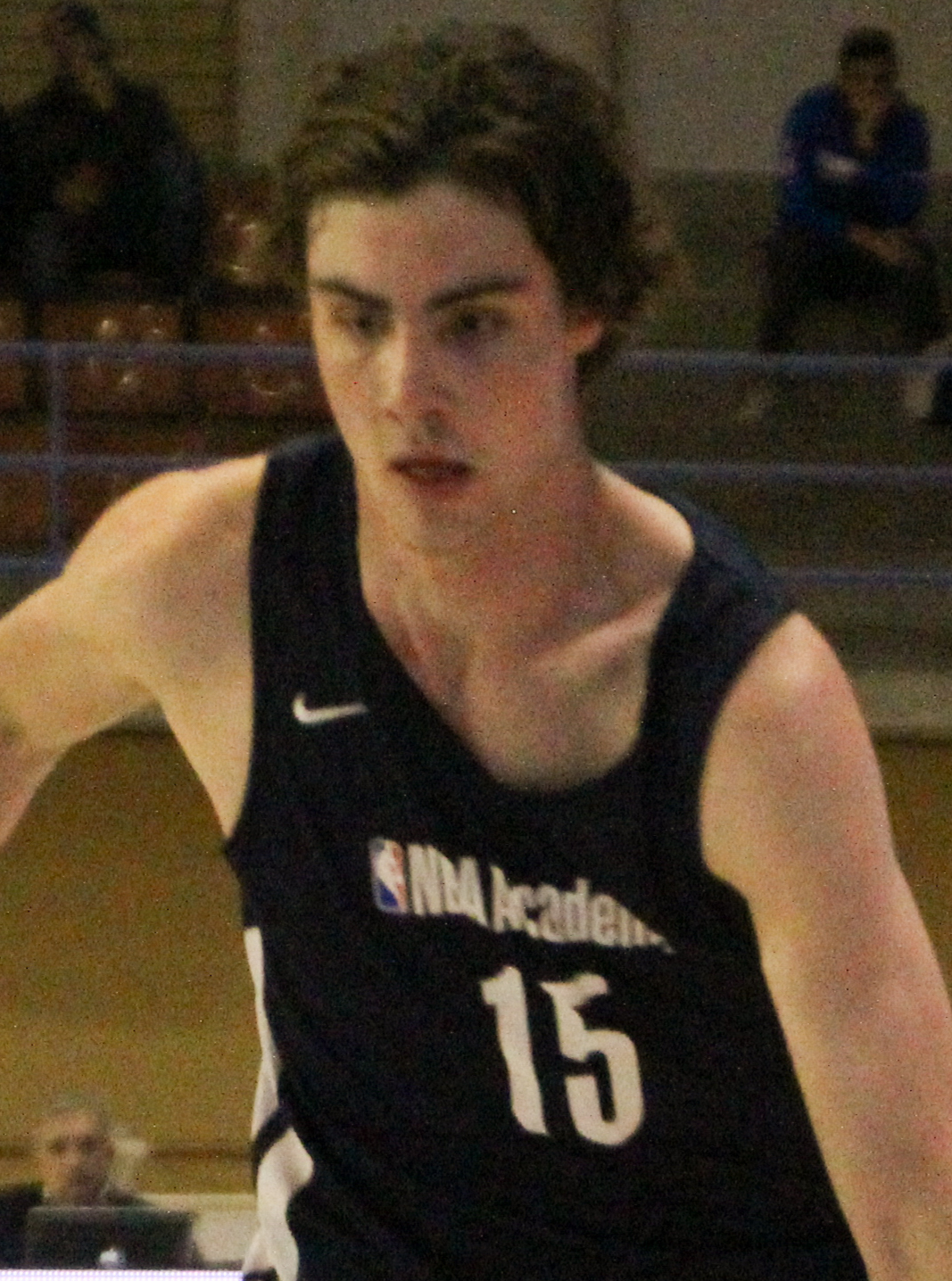
Giddey com a NBA Global Academy em 2020

Giddey cresceu em Yarraville e frequentou o St Kevin's College em Melbourne do 7º ao 10º ano, antes de emergir como uma das principais perspectivas de basquete da Austrália no NBA Global Academy, um centro de treinamento do Australian Institute of Sport (AIS) em Canberra. Ele frequentou o UC Senior Secondary College Lake Ginninderra juntamente com seu treinamento em tempo integral no AIS.
No Campeonato Australiano Sub-18 em abril de 2019, Giddey teve médias de 20 pontos, 8,3 rebotes e seis assistências, levando o VIC Metro ao título. Em janeiro de 2020, Giddey ajudou a NBA Global Academy a vencer o Torneio Junior Ciutat de L'Hospitalet em Barcelona, onde ganhou o prêmio de MVP. No mês seguinte, no All-Star Weekend em Chicago, ele participou do Basketball Without Borders e foi nomeado um All-Star do acampamento.

## Carreira profissional

### Adelaide 36ers (2020–2021)
Em 12 de março de 2020, Giddey foi contratado pelo Adelaide 36ers da National Basketball League (NBL) como parte do programa Next Stars da liga para desenvolver perspectivas de draft da NBA e ele se tornou o primeiro jogador australiano a fazer parte do programa. Giddey recusou ofertas de vários programas da Divisão I da NCAA.
Em 26 de abril de 2021, ele registrou 12 pontos, 10 rebotes e 10 assistências em uma derrota por 93-77 para o New Zealand Breakers, tornando-se o australiano mais jovem da história da NBL a registrar um triplo-duplo. Em 1º de maio, ele teve 15 pontos, 13 assistências e 11 rebotes em uma vitória por 101-79 contra o Brisbane Bullets e se tornou o primeiro australiano a registrar um triplo-duplo em jogos consecutivos. Em 9 de maio, ele teve um terceiro triplo-duplo com 11 pontos, 12 assistências e 10 rebotes em uma vitória por 97-88 sobre o Sydney Kings.
Giddey foi liberado da lista de jogadores ativos em 17 de maio para se preparar para o draft da NBA de 2021 e terminou a temporada com médias de 10,9 pontos, 7,3 rebotes e 7,6 assistências em 28 jogos. Ele ganhou o Prêmio de Novato do Ano da NBL.

### Oklahoma City Thunder (2021–2024)
Em 29 de julho, ele foi selecionado pelo Oklahoma City Thunder como a sexta escolha geral do draft da NBA de 2021. Em 8 de agosto, Giddey assinou um contrato de 4 anos e US$27.2 milhões com o Thunder. Nesse mesmo dia, ele sofreu uma lesão no tornozelo e foi descartado pelo resto da Summer League como medida de precaução.
Em 20 de outubro, Giddey fez sua estreia na NBA e registrou quatro pontos, 10 rebotes e três assistências na derrota por 107-86 para o Utah Jazz. Em 27 de outubro, ele registrou seu primeiro duplo-duplo com 18 pontos e 10 assistências na vitória por 123-115 sobre o Los Angeles Lakers e se tornou o terceiro jogador mais jovem a registrar pelo menos 10 assistências em um jogo, atrás apenas de LeBron James. Giddey foi nomeado o Novato do Mês da Conferência Oeste pelos jogos disputados em outubro/novembro.
Em 26 de dezembro de 2021, Giddey se tornou o segundo jogador na história da NBA, depois de Norm Van Lier, a registrar um duplo-duplo sem pontos, ao compilar dez assistências e dez rebotes na vitória por 117-112 sobre o New Orleans Pelicans. Giddey foi nomeado o Novato do Mês da Conferência Oeste pelos jogos disputados em dezembro. Em 2 de janeiro de 2022, ele se tornou o jogador mais jovem a registrar um triplo-duplo com 17 pontos, 14 assistências e 13 rebotes em uma derrota por 95-86 para o Dallas Mavericks, superando o recorde anterior estabelecido por LaMelo Ball. Giddey foi nomeado o Novato do Mês da Conferência Oeste pelos jogos disputados em janeiro e fevereiro, ganhando o prêmio quatro vezes consecutivas.
Em 27 de março, Giddey foi descartado pelo restante da temporada devido a dores no quadril e terminou a temporada com médias de 12,5 pontos, 7,8 rebotes e 7,6 assistências. Ele foi o único novato a somar pelo menos 500 pontos, 400 rebotes e 300 assistências.
Em 10 de janeiro de 2023, em um jogo contra o Miami Heat, Giddey se juntou a Luka Dončić, Ben Simmons e Grant Hill como os únicos jogadores na história da NBA a registrar pelo menos 1.000 pontos, 700 rebotes e 500 assistências em seus primeiros 100 jogos na carreira. Em 12 de abril, durante o Play-In, Giddey registrou 31 pontos, 10 assistências e nove rebotes na vitória por 123–118 sobre o New Orleans Pelicans.
Em 11 de janeiro de 2024, Giddey registrou 13 pontos, 10 rebotes e 12 assistências em 22 minutos contra o Portland Trail Blazers. Ao fazer isso, ele se tornou o primeiro jogador na história da NBA a registrar um triplo-duplo com 100% de acerto de arremesso em menos de 25 minutos.

### Chicago Bulls (2024–Presente)
Em 21 de junho de 2024, Giddey foi negociado com o Chicago Bulls em troca do armador Alex Caruso.

## Carreira na seleção

### Seleção júnior
Giddey representou a Seleção Australiana no Campeonato da Oceania Sub-17 de 2019 na Nova Caledônia. Ele teve médias de 16,4 pontos, 7,4 rebotes e cinco assistências e foi nomeado para o All-Star Five depois de levar sua equipe a uma medalha de ouro. Na final contra a Nova Zelândia, ele registrou 25 pontos, oito rebotes, seis assistências e cinco roubos de bola em uma vitória por 85-56.

### Seleção Sênior
Em 23 de fevereiro de 2020, Giddey fez sua estreia pela Seleção Australiana durante a qualificação para o Campeonato Asiático de 2021. Ele registrou 11 pontos, seis assistências e três rebotes em 11 minutos, ajudando a Austrália a derrotar Hong Kong por 115-52. Giddey se tornou o jogador mais jovem a jogar pela equipe principal desde Ben Simmons em 2013.
Giddey foi um dos últimos cortados da lista do time que foi para as Olimpíadas de 2020 em Tóquio e foi selecionado como um dos três jogadores de emergência.
Giddey representou a Austrália na Copa do Mundo de 2023 e teve médias de 19,4 pontos, 5 rebotes e 6 assistências. Ele ganhou o prêmio de Estrela em Ascensão do torneio.

## Estatísticas da carreira

### NBA

#### Temporada regular
| Ano      | Equipe        | PJ  | PT  | MPJ  | AP   | 3P   | LL   | RT  | AS  | BR | TO | PPJ  |
| -------- | ------------- | --- | --- | ---- | ---- | ---- | ---- | --- | --- | -- | -- | ---- |
| 2021–22  | Oklahoma City | 54  | 54  | 31.5 | .419 | .263 | .709 | 7.8 | 6.4 | .9 | .4 | 12.5 |
| 2022–23  | Oklahoma City | 76  | 76  | 31.1 | .482 | .325 | .731 | 7.9 | 6.2 | .8 | .4 | 16.6 |
| 2023–24  | Oklahoma City | 80  | 80  | 25.1 | .475 | .337 | .806 | 6.4 | 4.8 | .6 | .6 | 12.3 |
| Carreira | Carreira      | 210 | 210 | 29.2 | .458 | .308 | .748 | 7.3 | 5.8 | .7 | .4 | 13.8 |

#### Play-In
| Ano  | Equipe        | PJ | PT | MPJ  | AP   | 3P   | LL   | RT  | AS  | BR | TO | PPJ  |
| ---- | ------------- | -- | -- | ---- | ---- | ---- | ---- | --- | --- | -- | -- | ---- |
| 2023 | Oklahoma City | 2  | 2  | 36.2 | .371 | .273 | .889 | 7.0 | 7.0 | .5 | .5 | 18.5 |

#### Playoffs
| Ano  | Equipe        | PJ | PT | MPJ  | AP   | 3P   | LL   | RT  | AS  | BR | TO | PPJ |
| ---- | ------------- | -- | -- | ---- | ---- | ---- | ---- | --- | --- | -- | -- | --- |
| 2024 | Oklahoma City | 10 | 8  | 18.1 | .453 | .353 | .875 | 3.6 | 2.1 | .2 | .4 | 8.7 |

### NBL
| Ano     | Equipe   | PJ | PT | MPJ  | AP   | 3P   | LL   | RT  | AS  | BR  | TO  | PPJ  |
| ------- | -------- | -- | -- | ---- | ---- | ---- | ---- | --- | --- | --- | --- | ---- |
| 2020–21 | Adelaide | 28 | 26 | 32.1 | .425 | .293 | .691 | 7.3 | 7.6 | 1.1 | 0.4 | 10.9 |

## Vida pessoal
O pai de Giddey, Warrick, jogava basquete profissionalmente e jogou muito tempo no Melbourne Tigers na Austrália. Sua mãe, Kim, jogou pelos Tigers na Liga de Basquete Feminino. A irmã de Giddey, Hannah, jogou pelo Oral Roberts por dois anos e, em seguida, jogou a temporada de 2022-23 pela Southern Nazarene University em Bethany, Oklahoma.
Em novembro de 2023, um usuário anônimo de mídia social acusou Giddey de ter um relacionamento impróprio com uma garota menor de idade quando Giddey tinha 19 anos. O usuário disse que as fotos e vídeos postados retratavam Giddey, então com 19 anos, com uma garota que estava no penúltimo ano do ensino médio. As postagens foram posteriormente excluídas e a conta de mídia social foi desativada. Em 24 de novembro, a NBA abriu uma investigação sobre o assunto. Tanto Giddey quanto o técnico do Oklahoma City Thunder, Mark Daigneault, se recusaram a comentar. Em 29 de novembro, o Departamento de Polícia de Newport Beach anunciou que estava conduzindo uma investigação ativa sobre "um suposto relacionamento entre o jogador profissional de basquete Josh Giddey e uma menor de idade". Quando o Departamento de Polícia se envolveu na investigação, o comissário da NBA, Adam Silver, declarou que ficaria "em segundo plano" para permitir que a polícia fizesse sua devida diligência.

Em 17 de janeiro de 2024, o Departamento de Polícia de Newport Beach anunciou que Giddey não enfrentaria nenhuma acusação, devido à falta de evidências corroborantes. Um dos advogados envolvidos no caso declarou que não estava surpresa que o caso tivesse sido arquivado, já que a menina e seus pais se recusaram a falar com a polícia para proteger sua privacidade. A NBA encerrou sua investigação em 23 de maio de 2024, concordando com a conclusão da investigação policial de que eles foram "incapazes de corroborar qualquer atividade criminosa" de Giddey.